# Podoces panderi
Podoces panderi là một loài chim trong họ Corvidae.